# Lưỡi chẻ

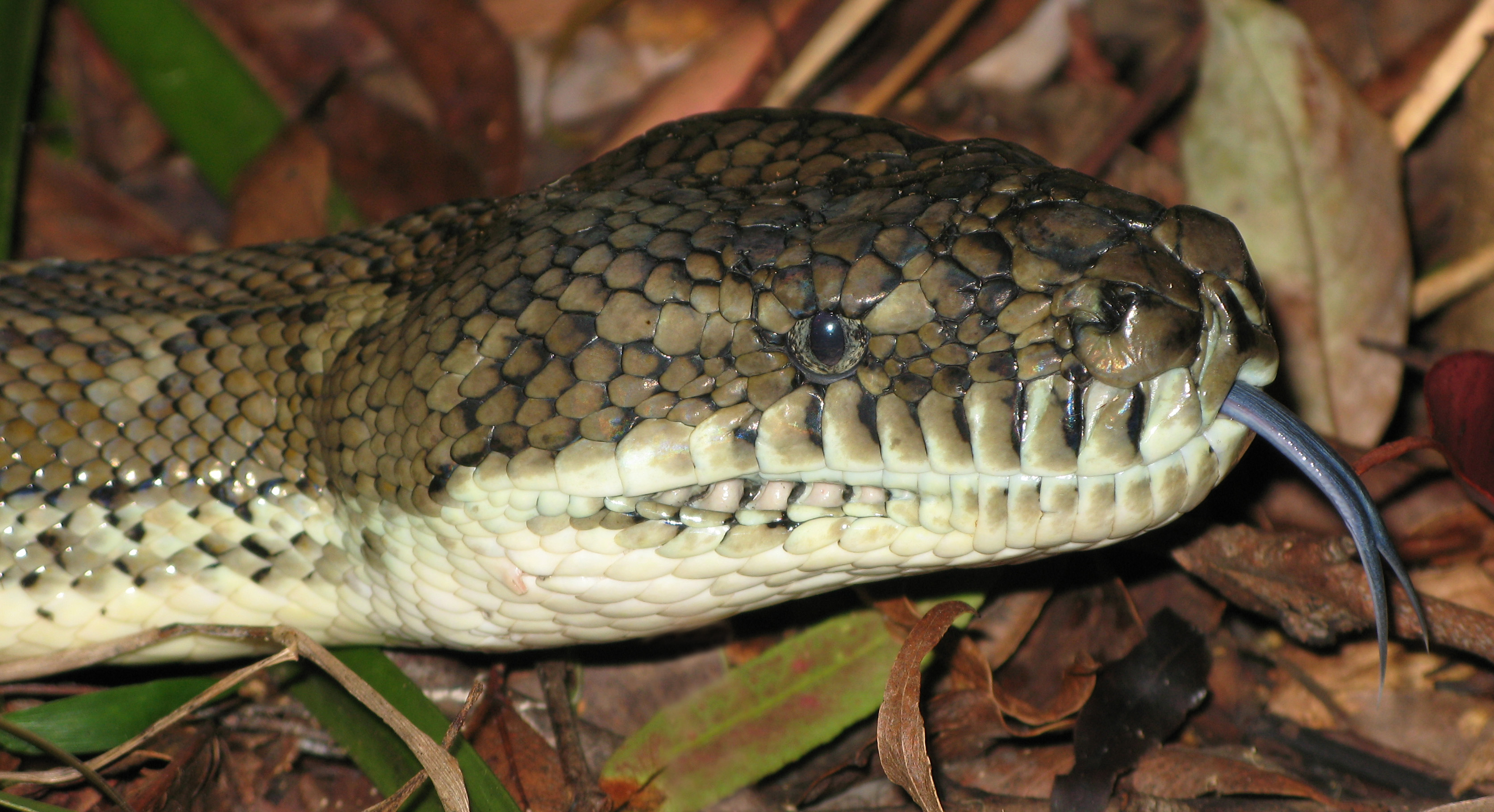
Chiếc lưỡi chẻ của trăn thảm (Morelia spilota mcdowelli)

Lưỡi chẻ là chiếc lưỡi rẽ nhánh thành hai đầu lưỡi rõ rệt; đây là đặc điểm chung của nhiều loài bò sát. Động vật bò sát ngửi bằng đầu lưỡi và chiếc lưỡi chẻ đôi cho phép chúng nhận biết mùi vị đang đến từ hướng nào. Cảm nhận từ hai bên đầu và theo dấu vết dựa trên các dấu hiệu hóa học được gọi là tropotaxis. Không rõ loài bò sát dùng lưỡi chẻ để có thể thực sự lần theo dấu vết hay đây chỉ là một giả thuyết.